# 예브게니 군도

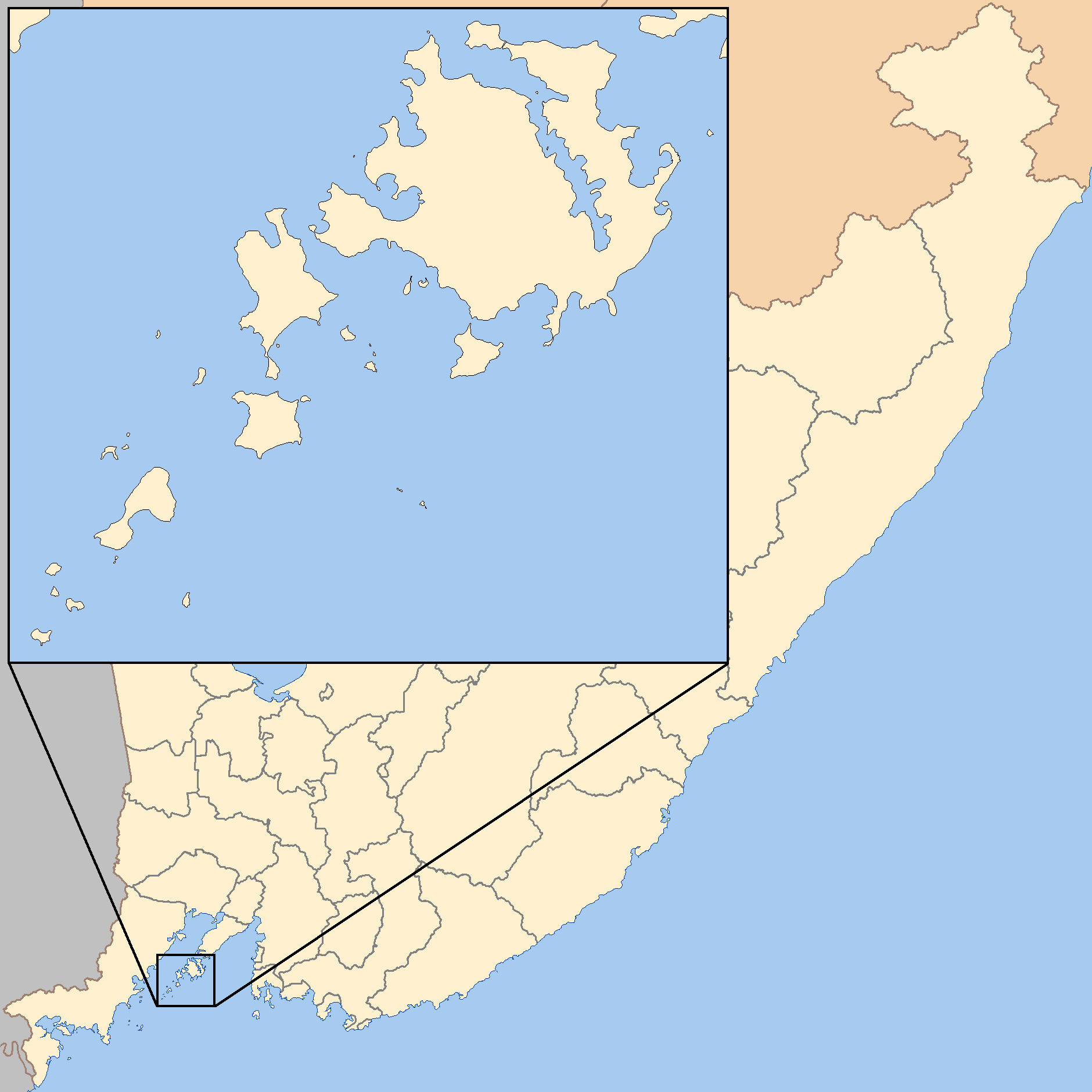
예브게니 군도

예브게니 군도(러시아어: Архипелаг императрицы Евгении)는 러시아 극동 동해 표트르대제만에 있는 군도이다. 군도의 인구는 2005년을 기준으로 6,810명이며, 행정적으로 프리모르스키 변경주 블라디보스토크의 일부이다.

## 이름
군도는 1850년대 프랑스 선원에 의해 프랑스 황제 나폴레옹 3세의 아내인 외제니 드 몽티조의 이름을 따서 명명되었다. 1855년 프랑스인이 처음으로 지도를 작성했다.
1858년, 군도는 예프피미 푸탸틴의 지휘 하에 코르벳함 아메리카(America)의 러시아 선원에 의해 처음으로 탐험되었다. 1859년에는 클리퍼 스트레로크(Strelok)와  코르벳 아메리카(America)의 승무원들이 부분적으로 탐사하고, 설명했다 . 같은 해인 1859년에 러시아 최초의 표트르대제만의 지도가 출판되었고, 그 위에 섬들이 부분적으로 그려져 있었다.
1862년 해군 항해사 바실리 밥킨 중령의 원정에 의해 군도가 자세히 조사되었으며, 동시에 군도의 거의 모든 섬이 현대적인 이름을 받았다. 1865년에 표트르 대제만의 완전한 지도가 출판되었고, 그 위에 군도가 완전히 표시되었다.
소비에트 시대에는 이념적 이유로 사용하지 않았다가, 1994년 이후 다시 사용하기 시작했다.

## 지리
예브게니 군도는 루스키섬, 포포바섬, 리코르드섬, 레이네케섬 및 슈코트섬의 다섯 개의 큰 섬과 우시섬과 옐레나섬을 포함한 많은 작은 섬으로 구성되어 있다. 섬의 해안선에는 여러 개의 작은 섬, 바다 더미 및 작은 바위가 점재해 있다. 군도에서 가장 크고 가장 북쪽에 있는 섬인 루스키섬은 블라디보스토크의 바로 남쪽에 위치해 있으며, 동보스포루스 해협에 의해 도시와 분리되어 있다. 2012년 루스키교는 루스키섬과 본토를 연결하기 위해 완공되었으며, 2013년에는 추가 개발의 일환으로 극동 연방 대학교의 새 캠퍼스가 섬에 문을 열었다. 슈코트섬은 썰물 동안 육지 다리를 형성하는 얇은 지협으로 루스키섬과 연결되어 있다.
군도에서 가장 높은 지점은 루스키섬의 루스키크산(291m)이다. 사람이 거주하는 4개의 프리모르스키 변경주의 섬 중 3개가 이 군도에 있다.

## 갤러리

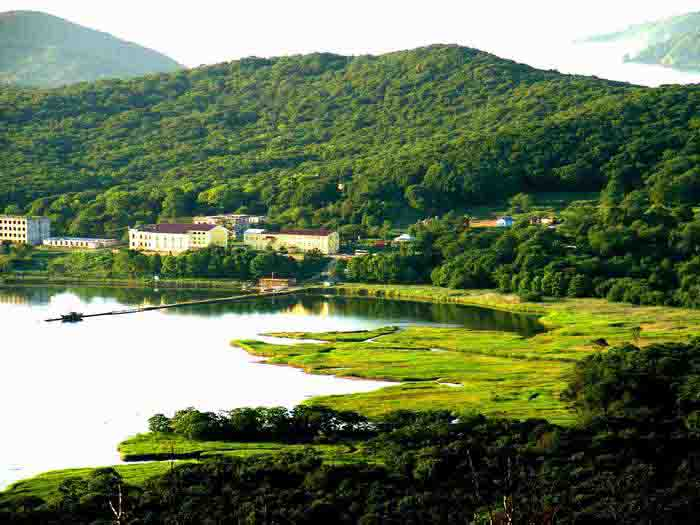
루스키섬
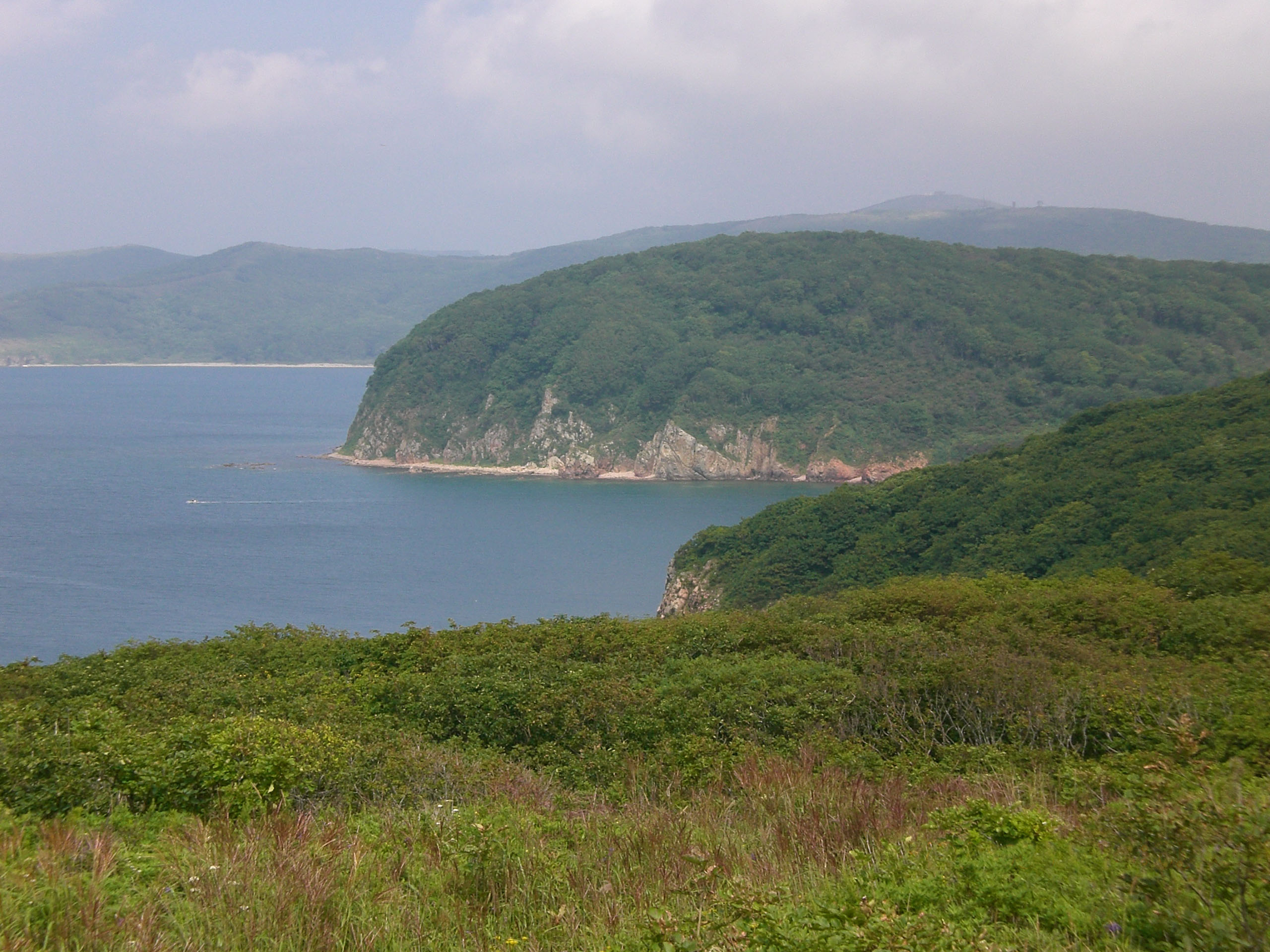
슈코트섬
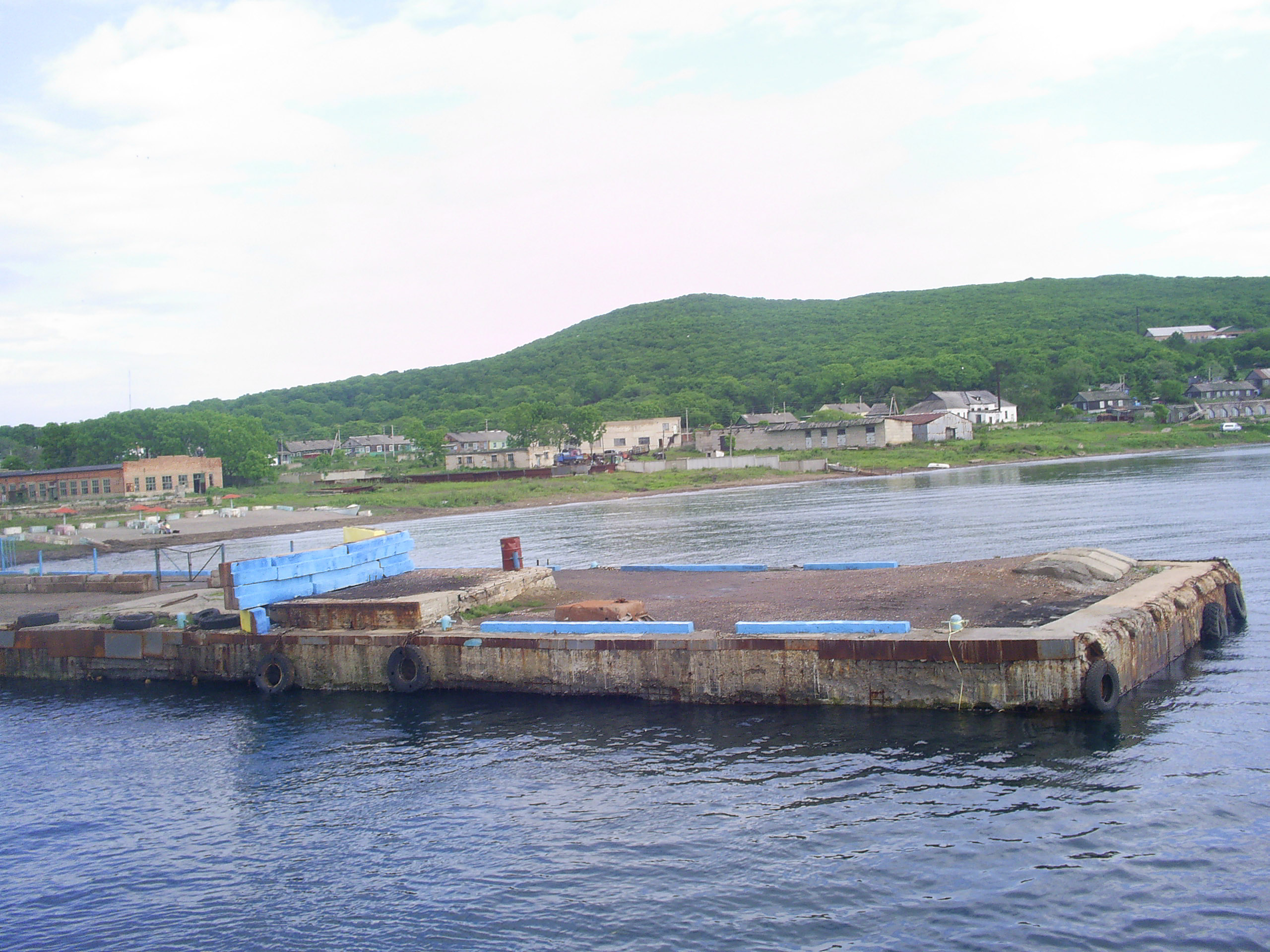
포포바섬
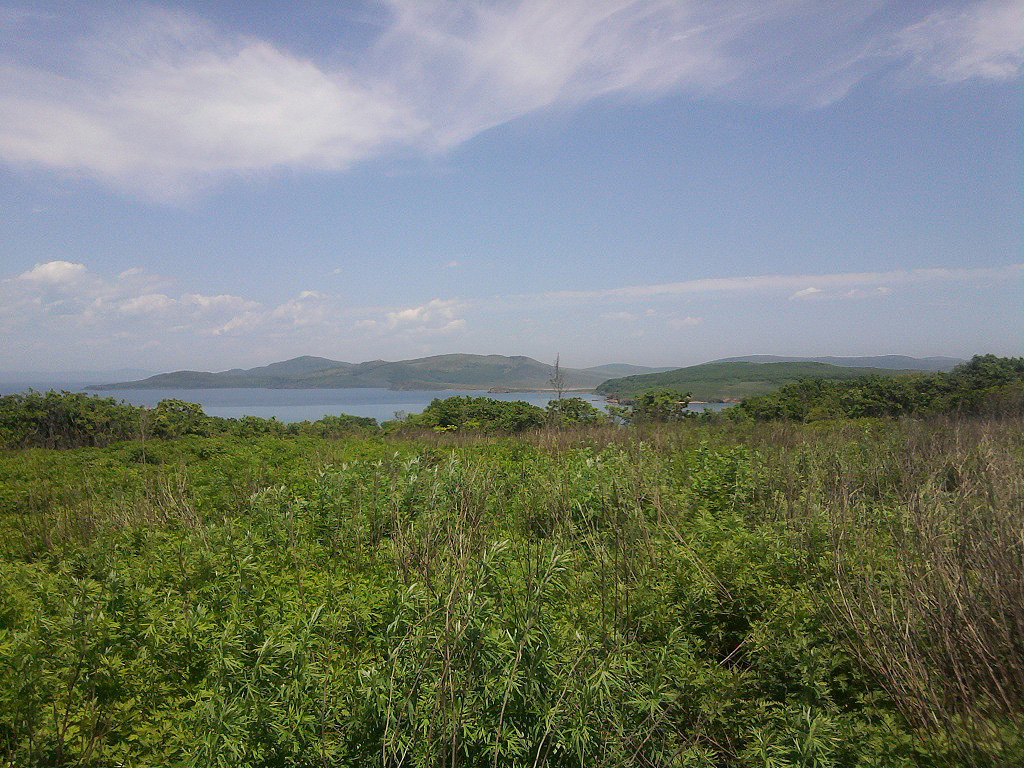
레이네케섬
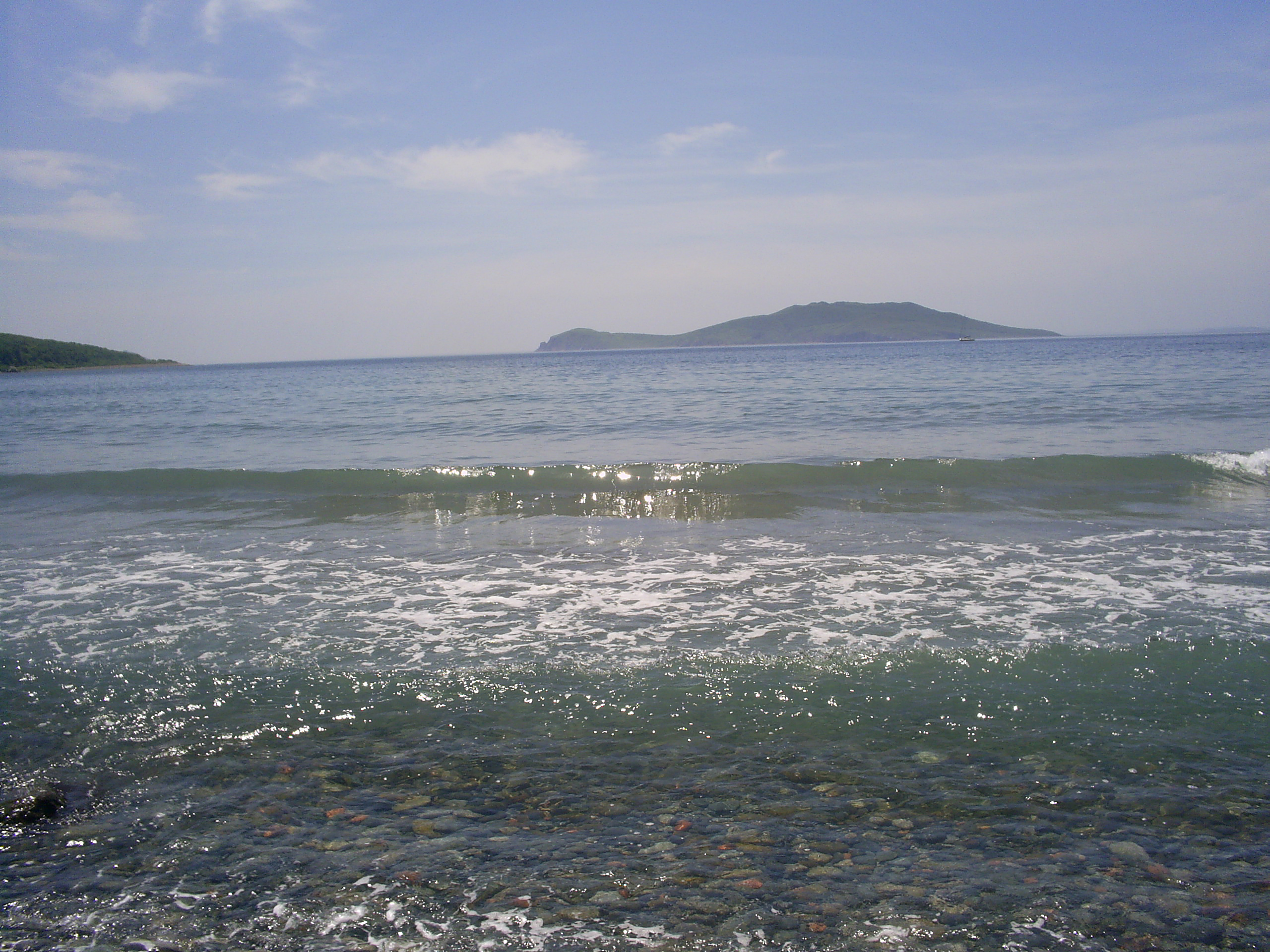
리코르드섬